# Paphiopedilum gratrixianum
Paphiopedilum gratrixianum är en orkidéart som beskrevs av Robert Allen Rolfe. Paphiopedilum gratrixianum ingår i släktet Paphiopedilum och familjen orkidéer. Inga underarter finns listade i Catalogue of Life.
Artens utbredningsområde anges som Kina (sydöstra Yunnan), Laos och norra Vietnam.

## Bilder

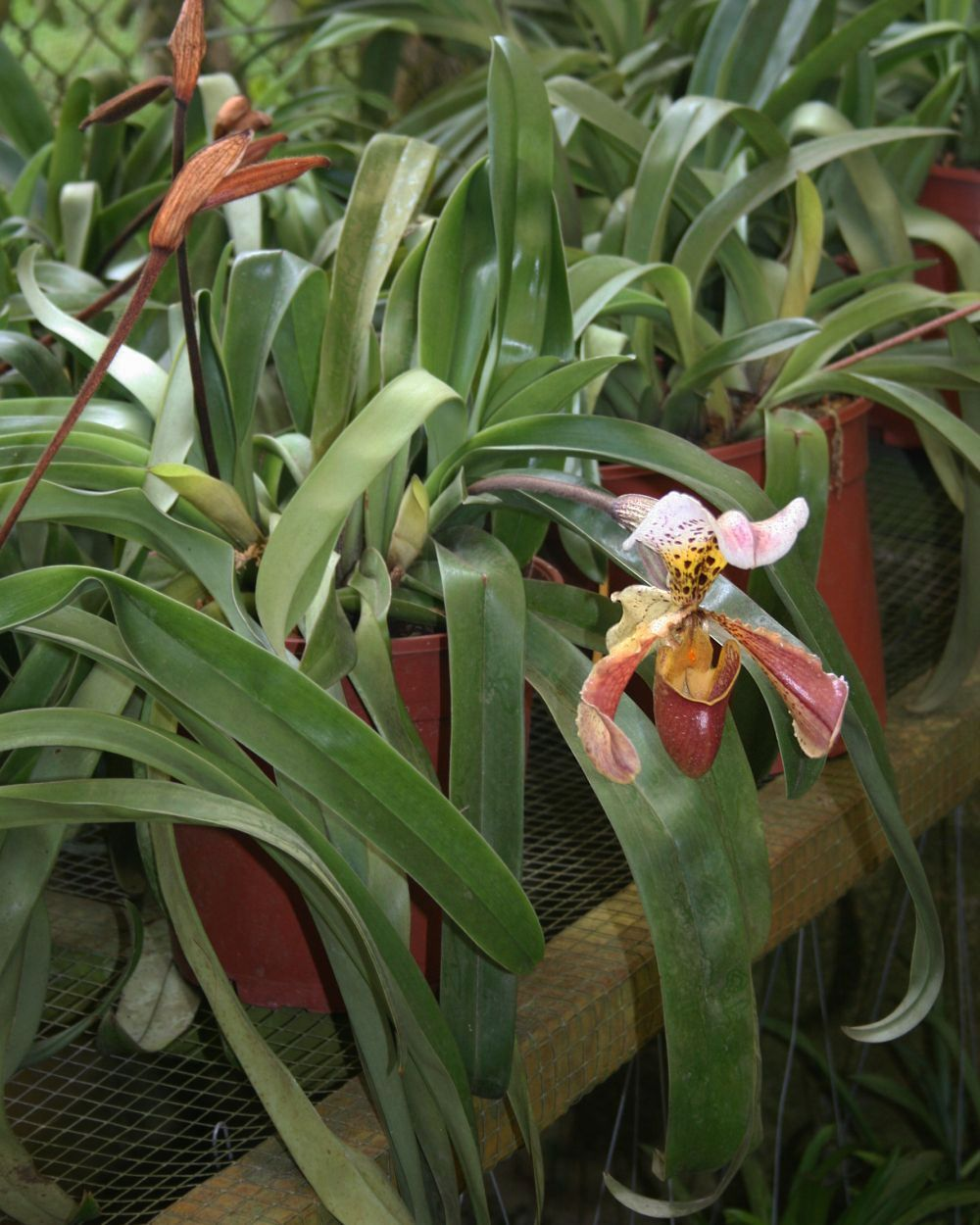
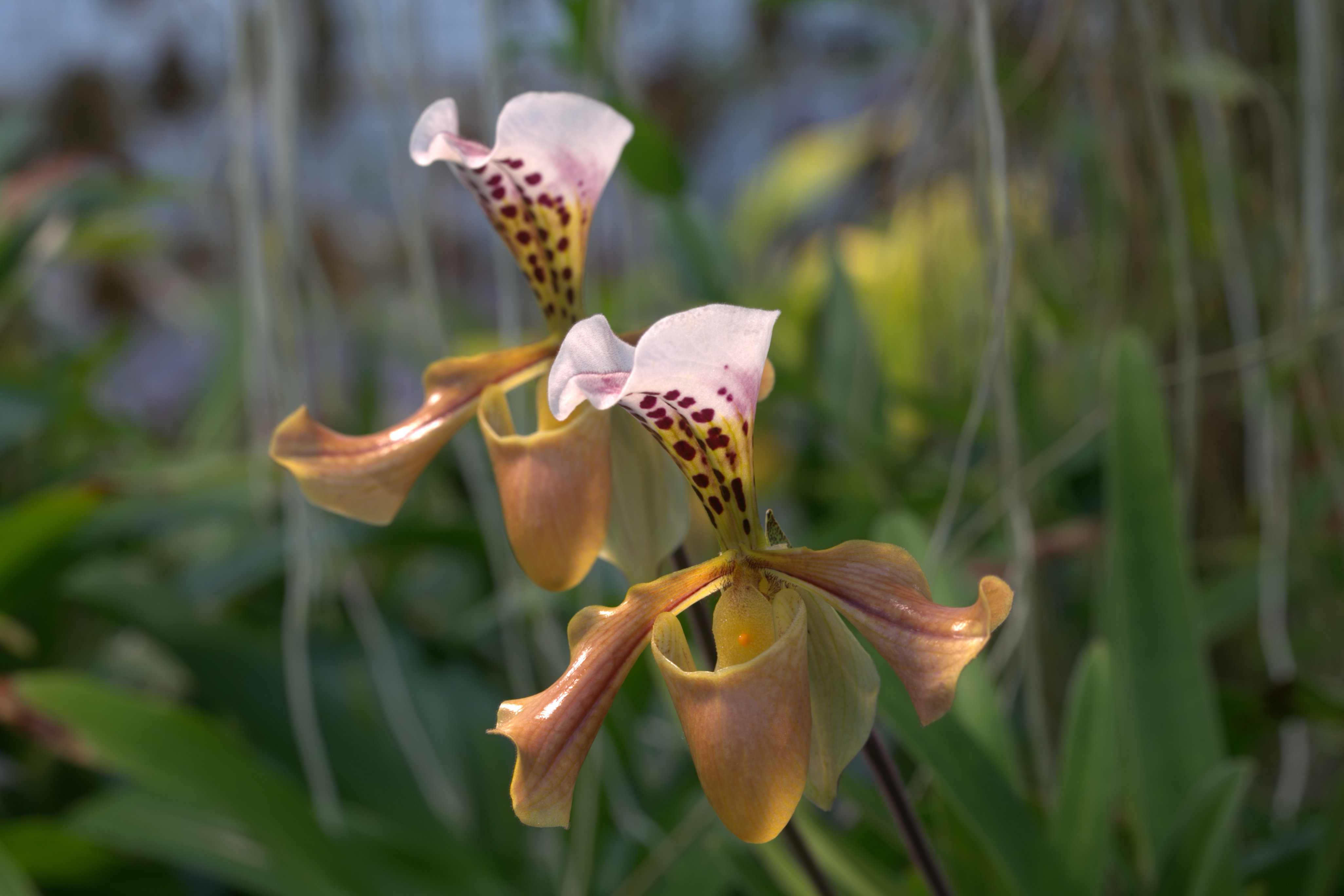
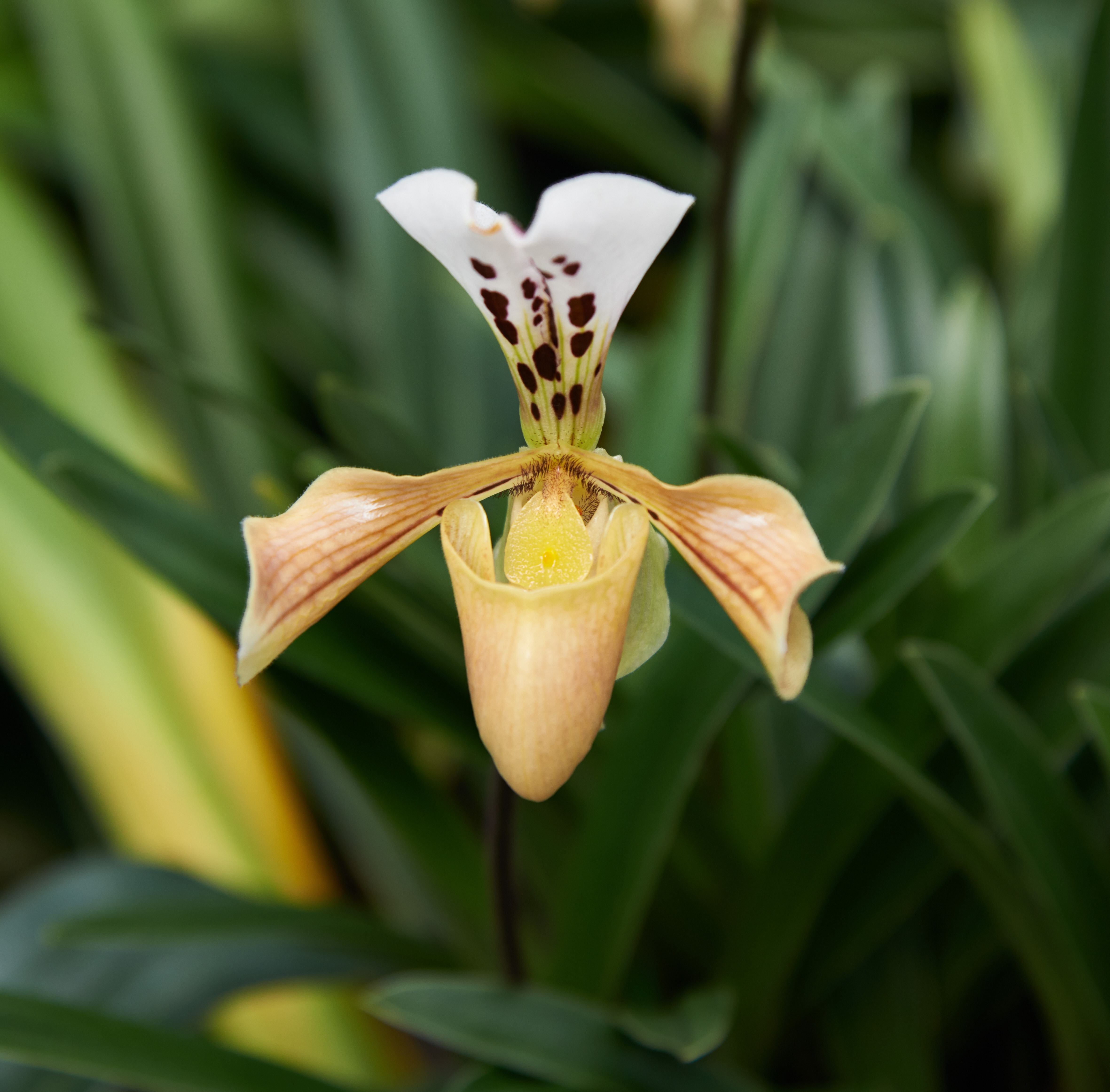